# Conoidea
Die Conoidea sind eine artenreiche Überfamilie fast ausschließlich mariner Schnecken, die räuberisch leben. Die Vertreter dieser Überfamilie besitzen eine Giftdrüse, deren Gift mittels eines hohlen Giftzahns in das Opfer injiziert wird. Auf Grund dieses Merkmals werden sie auf Deutsch auch Pfeilzüngler oder Giftzüngler (früher Toxoglossa) genannt.

## Merkmale
Die Gehäuse sind sehr unterschiedlich in der Form und variieren von spindelförmig und turmförmig bis verkehrt-kegelförmig. Entsprechend ist das Gewinde sehr flach bis sehr hoch. Die letzte Windung kann kurz und eiförmig oder sehr lang und schlitzförmig sein. Die Spindel weist keine Falten auf, nur sehr selten einige Runzeln oder Knoten. In der Radula ist der Mittelzahn (gegenüber anderen Vertreter der Neuschnecken) reduziert; es sind nur noch ein oder zwei Seitenzähne vorhanden. Diese sind lang und spitz, oft mit Widerhaken besetzt. Sie besitzen eine Rinne oder Kanal, die mit einer Giftdrüse in Verbindung steht. 

## Lebensweise
Die Vertreter der Überfamilie leben räuberisch von Fischen, Borstenwürmern, anderen Weichtieren wie Schnecken und Muscheln oder Krebsen, die mit Gift, das mit Hilfe der Giftzähne injiziert wird, erbeutet werden. Sie kommen weltweit vor allem in den wärmeren Meeren vor. Ihr Vorkommen reicht vom Flachwasser bis in die Tiefsee.

## Systematik
Die Conoidea werden nach der Radulaform mit spitzen, oft mit Widerhaken versehenen Zähnchen, durch die ein mit Giftdrüsen verbundener Hohlraum führt, auch als Toxoglossa (Pfeilzüngler oder Giftzüngler) bezeichnet. Der Name Toxoglossa beschreibt zwar die Radula dieser räuberisch lebenden Schnecken, er ist aber nach den Internationalen Regeln für die Zoologische Nomenklatur nicht als Name für eine Überfamilie geeignet, da er nicht auf dem wissenschaftlichen Namen einer Familie oder Gattung aus beruht. 
Bouchet und Rocroi unterteilten die Conoidea im Jahr 2005 in acht Familien:
- Conoidea Fleming, 1822
  - Kegelschnecken (Conidae Fleming, 1822)
  - Clavatulidae Gray, 1853
  - Drilliidae Olsson, 1964
  - Pseudomelatomidae Morrison, 1965
  - Schraubenschnecken (Terebridae Mörch, 1864)
  - Turridae Adams & Adams, 1853 (auch Turmschnecken genannt)
  - †Speightiidae Powell, 1942
  - Strictispiridae McLean, 1971

Nach einer Revision im Jahr 2011 gab es zunächst 15 Familien, 2012 kam eine weitere hinzu:
- Borsoniidae Bellardi, 1875
- Bouchetispiridae Kantor, Strong & Puillandre, 2012
- Clathurellidae H. Adams & A. Adams, 1858
- Clavatulidae Gray, 1853
- Cochlespiridae Powell, 1942
- Conidae Fleming, 1822
- Conorbidae de Gregorio, 1880
- Drilliidae Olsson, 1964
- Horaiclavidae Bouchet, Kantor, Sysoev & Puillandre, 2011
- Mangeliidae P. Fischer, 1883
- Mitromorphidae Casey, 1904
- Pseudomelatomidae Morrison, 1966
- Raphitomidae Bellardi, 1875
- Strictispiridae McLean, 1971
- Terebridae Mörch, 1852
- Turridae H. Adams & A. Adams, 1853 (1838)